# الميمون
قرية الميمون هي إحدى القرى التابعة لمركز الواسطى في محافظة بني سويف في جمهورية مصر العربية. حسب إحصاءات سنة 2006، بلغ إجمالي السكان في الميمون 25026 نسمة، منهم 13113 رجل و11913 امرأة.